# Fujiwara no Kanemichi
Fujiwara no Kanemichi (藤原兼通, 925 - 20 de dezembro de 977) foi um estadista, membro da corte e político durante o período Heian da história do Japão.

## Vida
Este membro do clã Fujiwara foi o segundo filho de Morosuke.
Kanemichi tinha quatro irmãos: Kaneie, Kinsue, Koretada e Tamemitsu.

## Carreira
Kanemichi serviu na Corte durante o reinado do Imperador En'yu. Seu principal rival era o seu irmão mais novo, Kaneie, que como ele posteriormente também ocupou o cargo de regente.
Em 972 (Tenroku 3, 11 meses): Kanemichi foi nomeado a dois cargos simultaneamente: o de Naidaijin e o de Kampaku.

Em 974 (Ten'en 2, 2 meses): Kanemichi foi nomeado Daijō Daijin.

Em 20 de dezembro de 977 (Jogen 2, oitavo dia do 11º mês): Kanemichi morre aos 52 anos de idade.